# Vanhoeffenura kermadecensis
Vanhoeffenura kermadecensis är en kräftdjursart som först beskrevs av Wolff 1962.  Vanhoeffenura kermadecensis ingår i släktet Vanhoeffenura och familjen Munnopsidae. Inga underarter finns listade i Catalogue of Life.